# FCFF
FCFF (ang. Free Cash Flow to Firm) – wolne przepływy pieniężne dla właścicieli kapitału własnego i wierzycieli.
Wolne przepływy pieniężne można zdefiniować jako nadwyżki lub niedobory środków pieniężnych, które mogą powstać w wyniku prowadzenia przez przedsiębiorstwo działalności operacyjnej i inwestycyjnej, po uregulowaniu wszelkich oczekiwań finansowych dawców kapitału. W tym przypadku wszystkich stron finansujących inwestycje.
Przygotowywany przez przedsiębiorstwo rachunek wolnych przepływów pieniężnych pomaga w ocenie efektywności podejmowanych decyzji.
Wyliczyć FCFF można w następujący sposób:
- Sprzedaż – koszty operacyjne bez amortyzacji = EBITDA
- EBITDA – koszty amortyzacji = zysk operacyjny (EBIT)
- zysk operacyjny – podatek dochodowy = NOPAT
- NOPAT + amortyzacja – wydatki inwestycyjne na aktywa trwałe ± zmiany w kapitale obrotowym netto (KON) = FCFF

Oceniając efektywność inwestycji za pomocą FCFF, to przepływy te należy zdyskontować średnim ważonym kosztem kapitału (WACC).